# Raúl Juliá
 (octobre 2022).
Si vous disposez d'ouvrages ou d'articles de référence ou si vous connaissez des sites web de qualité traitant du thème abordé ici, merci de compléter l'article en donnant les références utiles à sa vérifiabilité et en les liant à la section « Notes et références ».
Raúl Juliá, de son vrai nom Raúl Rafael Carlos Juliá y Arcelay, est un acteur portoricain né le 9 mars 1940 à San Juan (Porto Rico) et mort le 24 octobre 1994 à Manhasset (État de New York).
Malgré une filmographie riche et variée, il est surtout resté dans les mémoires pour avoir incarné Gomez Addams au cinéma dans La Famille Addams et Les Valeurs de la famille Addams.

## Biographie
Raúl Rafael Carlos Juliá y Arcelay est né le 9 mars 1940. Il est découvert dans une boîte de nuit de Porto Rico par l'acteur Orson Bean. Il part pour Manhattan en 1964 et trouve rapidement de petits rôles dans des spectacles. En 1966, il commence à apparaître dans des rôles shakespeariens, notamment Le Roi Lear en 1973 et Othello en 1979. On le voit aussi dans des comédies musicales. Son succès sur les planches l'amène au cinéma.
De son union avec l'actrice Merel Poloway, il a deux fils : Raúl Sigmund, né en 1983, et Benjamin Rafael, né en 1987.
L'un de ses rôles dramatiques les plus marquants est celui d'un prisonnier politique dans Le Baiser de la femme araignée (1985), mais c'est surtout son rôle de père de famille atypique dans la comédie fantastique d'humour noir La Famille Addams (1991), et sa suite (1993), qui lui vaut la reconnaissance auprès du grand public.
En 1993, il apprend qu'il est atteint d'un cancer de l'estomac. Sa santé devient chancelante, mais il continue à tourner, et le rôle d'un écologiste brésilien dans le téléfilm The Burning Season (en) (1994) lui vaudra deux récompenses posthumes.
Le 16 octobre 1994, affaibli, il est victime d'un accident vasculaire cérébral dans son appartement new-yorkais et tombe dans le coma. Il décède le 24 octobre à l'âge de 54 ans. Son corps est rapatrié à Porto Rico, où des milliers d'admirateurs viennent lui rendre hommage. Son dernier film, Street Fighter, lui est dédié.

## Filmographie
- 1969 : Stiletto
- 1970 : McCloud: Who Killed Miss U.S.A.? (TV) : Père Nieves
- 1971 : Panique à Needle Park (The Panic in Needle Park) : Marco, artiste drogué
- 1971 : Been Down So Long It Looks Like Up to Me (en) : Juan Carlos Rosenbloom
- 1971 : L'Organisation (The Organization) : Juan Mendoza
- 1971 : 1, rue Sésame (« Sesame Street ») (série télévisée) : Rafael (1971-1972)
- 1974 : Le Roi Lear (King Lear) (TV) : Edmund
- 1974 : Aces Up (TV)
- 1975 : Death Scream (en) (TV) : inspecteur Nick Rodriguez
- 1976 : Chewing gum rallye de Charles Bail (en) : Franco Bertollini - Équipe Ferrari
- 1978 : Les Yeux de Laura Mars (Eyes of Laura Mars) : Michael Reisler
- 1979 : Othello (vidéo) : Othello
- 1979 : A Life of Sin : Paulo
- 1981 : La Vie avant tout
- 1982 : Coup de cœur (One from the Heart) : Ray
- 1982 : The Escape Artist : Stu Quinones
- 1982 : Tempête (Tempest) : Kalibanos
- 1983 : Overdrawn at the Memory Bank (TV) : Aram Fingal
- 1985 : La gran fiesta (en)
- 1985 : Le Baiser de la femme araignée (Kiss of the Spider Woman) : Valentin Arregui
- 1985 : Compromising Positions : David Suarez
- 1985 : Mussolini: The Untold Story (en) (feuilleton TV) : Comte Galeazzo Ciano
- 1986 : Florida Straits (TV) : Carlos Jayne
- 1986 : Le Lendemain du crime : Joaquin Manero
- 1987 : Trading Hearts : Vinnie Iacona
- 1987 : The Alamo: Thirteen Days to Glory (en) (TV) : Général Antonio Lopez de Santa Anna
- 1988 : Onassis, l'homme le plus riche du monde (Onassis: The Richest Man in the World) (TV) : Aristote Onassis
- 1988 : The Penitent : Ramon Guerola
- 1988 : Pleine Lune sur Parador (Moon over Parador), de Paul Mazursky : Roberto Strausmann
- 1988 : Tango Bar : Ricardo
- 1988 : Tequila Sunrise : Carlos / Comandante Xavier Escalante
- 1989 : Romero (en) : archevêque Oscar Romero
- 1990 : Mack the Knife : MacHeath
- 1990 : Présumé innocent (Presumed Innocent) : Sandy Stern
- 1990 : La Résurrection de Frankenstein (Frankenstein Unbound) : Dr Victor Frankenstein
- 1990 : La Relève (The Rookie) : Strom
- 1990 : Havana : Arturo Duran
- 1991 : La Famille Addams (The Addams Family) : Gomez Addams
- 1992 : La Peste : Cottard
- 1993 : Les Valeurs de la famille Addams (Addams Family Values) : Gomez Addams
- 1994 : The Burning Season (en) (TV) : Chico Mendes
- 1994 : Street Fighter : général Bison
- 1994 : Down Came a Blackbird (en) (TV) : Tomas Ramirez

## Voix françaises
Antoine Tomé dans Street Fighter l'ultime combat. VF
Guy Nadon dans Le Bagarreur de rue. VFQ

## Distinctions

### Récompenses
- 1985 : NBR Award du meilleur acteur pour Le Baiser de la femme araignée (avec William Hurt)
- 1995 : Emmy Award du meilleur acteur de feuilleton pour The Burning Season (en)
- 1995 : Golden Globe du meilleur acteur dans un feuilleton ou un téléfilm pour The Burning Season (en)
- 1995 : Screen Actors Guild Award du meilleur acteur dans un téléfilm ou feuilleton pour The Burning Season (en)
- 1998 : récompense posthume pour l'ensemble de sa carrière au Festival international du film latino de Los Angeles

### Nominations
- 1983 : nomination au Golden Globe du meilleur second rôle masculin pour Tempest
- 1986 : nomination au Golden Globe du meilleur acteur dans un film dramatique pour Le Baiser de la femme araignée
- 1989 : nomination au Golden Globe du meilleur second rôle masculin pour Pleine Lune sur Parador (Moon Over Parador)
- 1992 : nomination au MTV Movie Award du meilleur baiser pour La Famille Addams (avec Anjelica Huston)
- 1993 : nomination au Saturn Award du meilleur acteur pour La Famille Addams
- 1995 : nomination au Saturn Award du meilleur second rôle masculin pour Street Fighter

## Anecdotes
- Il était engagé dans la lutte contre la faim dans le monde. Pendant 17 ans, il fut le porte-parole de la Hunger Foundation, une fondation consacrée à cette cause.

- Le dernier rôle de Raul Juliá était le méchant Bison pour Street Fighter de 1994. Il a tourné tout le film alors qu'il mourait d'un cancer de l'estomac. Il a pris le rôle parce que ses enfants étaient fans de la franchise et voulait être dans un film qu'ils aimeraient regarder.